# 内福森
内福森（挪威語：Indre Fosen）是挪威特伦德拉格郡的市镇，行政中心为奥尔恩瑟特村。市镇面积为1,095.97平方公里，2023年时人口数量为9,977人。
该市镇成立于2018年1月1日，由原属于北特伦德拉格郡的萊克斯維克市镇和原属于南特伦德拉格郡的里薩市镇合并而成。同一天，南北特伦德拉格两郡合并为特伦德拉格郡。2020年1月1日，原韋爾蘭市镇部分区域合并至本市镇。